# Karl Ferstl
Karl Ferstl (ur. 31 grudnia 1945 w Gailitz) – austriacki żeglarz sportowy. Srebrny medalista olimpijski z Moskwy.
Pływał w klasie Star. Zawody w 1980 były jego pierwszymi igrzyskami olimpijskimi. Wspólnie z nim załogę łodzi tworzył Hubert Raudaschl. Pod nieobecność sportowców z wielu krajów tzw. Zachodu zajęli drugie miejsce, wyprzedzili ich jedynie reprezentanci Związku Radzieckiego: Wałentyn Mankin i Aleksandrs Muzičenko. W 1978 Austriacy zostali mistrzami Europy. W 1984 zajęli piąte miejsce na igrzyskach w Los Angeles.